# Uzos
Uzos – miejscowość i gmina we Francji, w regionie Nowa Akwitania, w departamencie Pireneje Atlantyckie.
Według danych na rok 1990 gminę zamieszkiwały 664 osoby, a gęstość zaludnienia wynosiła 189 osób/km² (wśród 2290 gmin Akwitanii Uzos plasuje się na 601. miejscu pod względem liczby ludności, natomiast pod względem powierzchni na miejscu 1512.).